# Eisenbahnunfall von Ashtabula

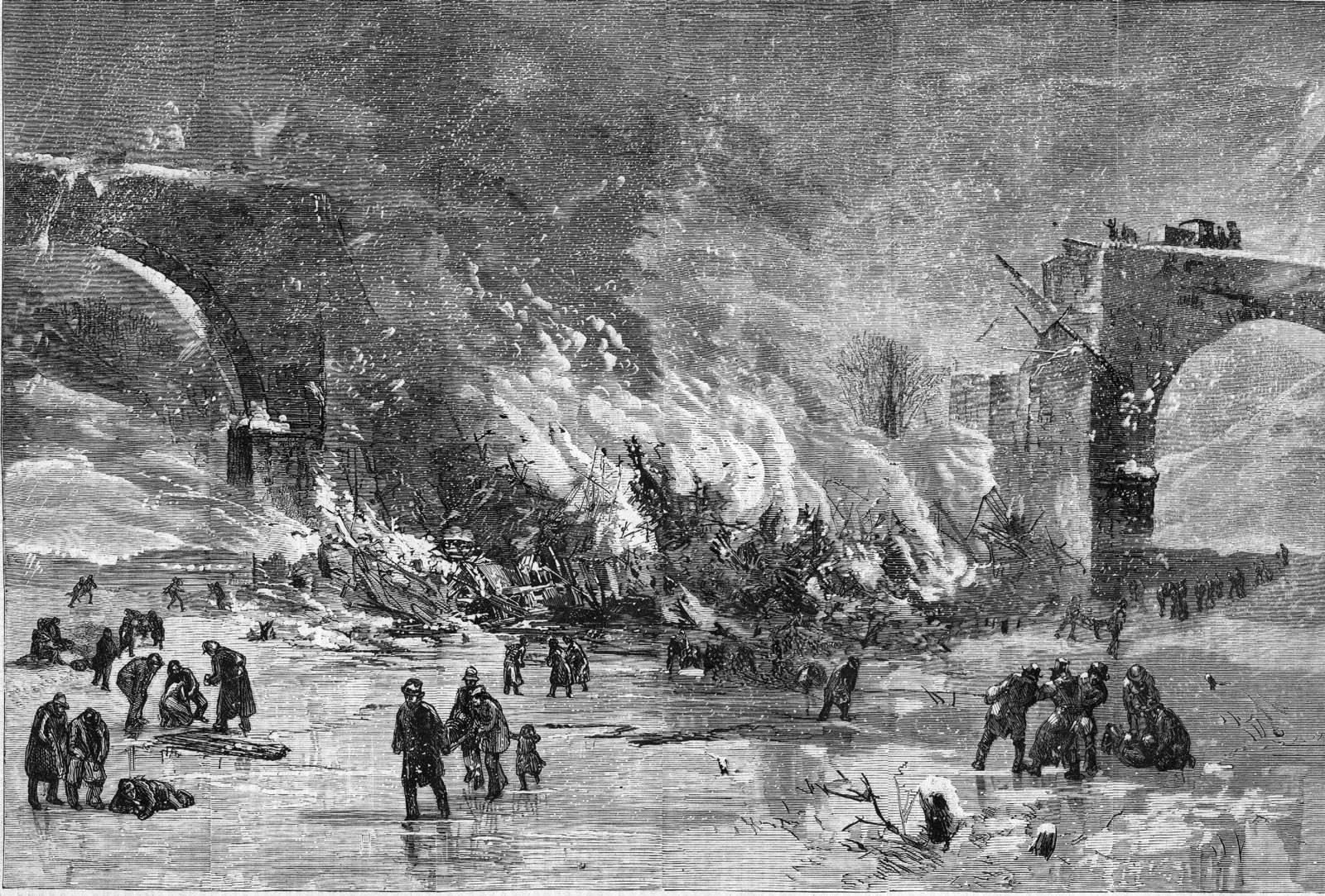
Holzschnitt mit zeitgenössischer Darstellung des Unfalls

Der Eisenbahnunfall von Ashtabula ereignete sich am 29. Dezember 1876 in der Nähe der Stadt Ashtabula im US-Bundesstaat Ohio. Nach dem Zusammenbruch einer Brücke stürzte ein Personenzug mit mehr als 150 Personen an Bord 20 Meter tief und ging in Flammen auf. 85 Menschen starben, 63 wurden verletzt. Dies war der schwerste Eisenbahnunfall in den Vereinigten Staaten bis zum Eisenbahnunfall von Nashville am 9. Juli 1918.

## Gegebenheiten

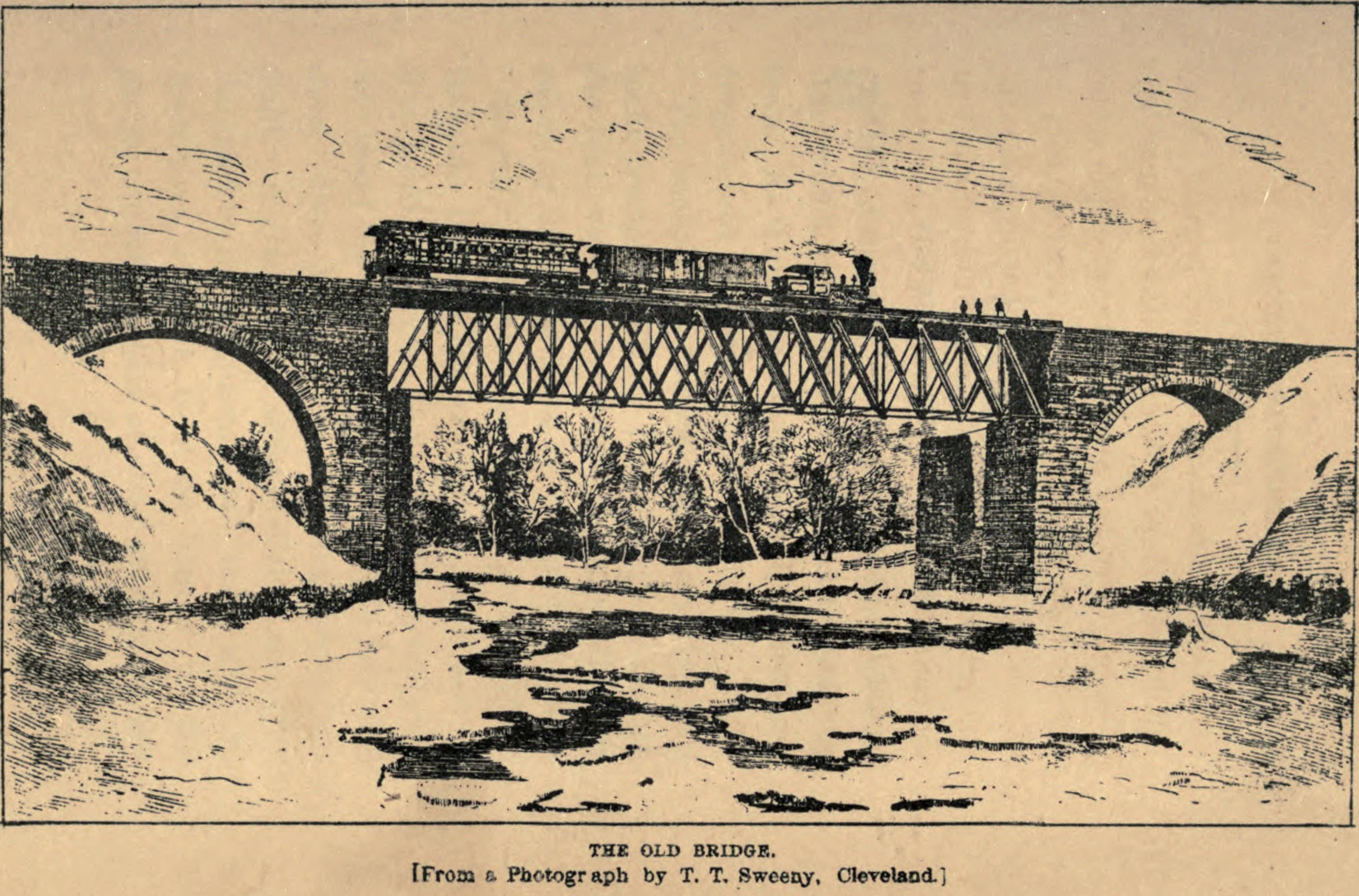
Die Brücke vor dem Unfall

Zug Nr. 5 der Lake Shore and Michigan Southern Railway, der Pacific Express, verließ die Stadt Erie in Pennsylvania am 29. Dezember 1876 kurz nach 18 Uhr mit über zwei Stunden Verspätung, verursacht durch starken Schneefall am vorangegangenen Tag. Der von zwei Lokomotiven gezogene Zug bestand aus elf Wagen: zwei „Expresswagen“, zwei Gepäckwagen, drei Reisezugwagen, einem Gesellschaftswagen und drei Schlafwagen. Nach Feststellung der anschließenden Untersuchung sollen 156 Menschen an Bord gewesen sein.
Die Unfallstelle war eine Brücke über den Ashtabula River mit einer Spannweite von etwa 50 Metern, nur etwa 300 Meter vor dem Bahnhof von Ashtabula. Sie war von dem Ingenieur Charles Collins und dem Architekten und Designer Amasa B. Stone konstruiert und im Herbst 1865 fertiggestellt worden. Die Brücke war die erste schmiedeeiserne Fachwerkbrücke dieses Typs. Collins war mit der Konstruktion der Brücke nicht einverstanden, da er sie „zu experimentell“ fand.

## Unfallhergang

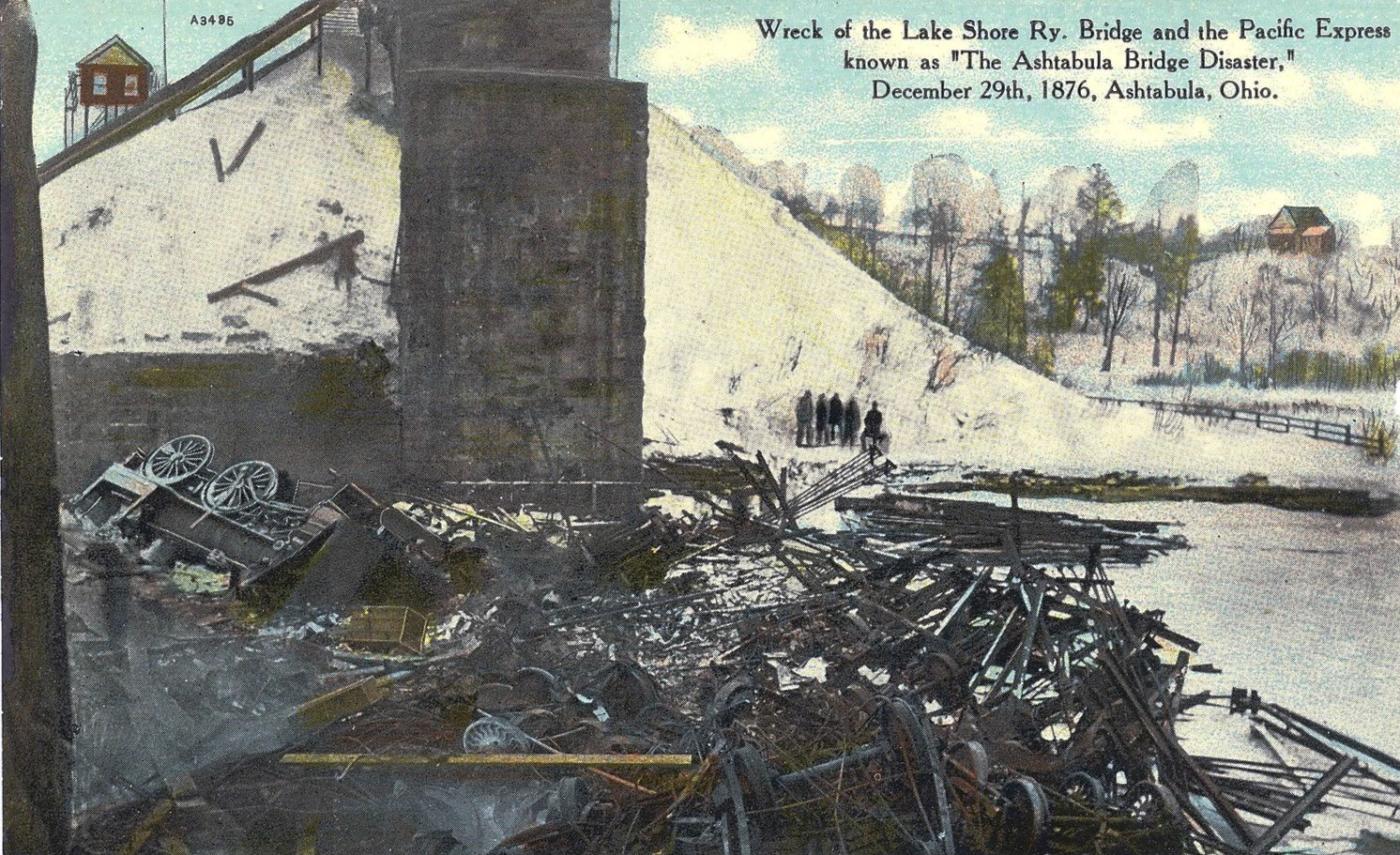
Nach dem Unfall

Der Zug war vor der Unfallstelle zunächst mit etwa zehn Meilen pro Stunde (16 km/h) unterwegs. Kurz vor der Unfallstelle erhöhte der Zug seine Geschwindigkeit, um gegen den hohen Schnee auf den Gleisen und den starken Gegenwind auf der Brücke über den Ashtabula River anzukommen. Um 19.28 Uhr, während der Zug die Brücke überquerte, brach die Brücke zusammen und ließ den Zug 20 Meter tief in den Abgrund stürzen. Die vordere Lokomotive mit dem Namen Socrates hatte die Querung der Brücke noch geschafft, aber bereits die zweite Lokomotive namens Columbia stürzte zusammen mit den restlichen Fahrzeugen in die Tiefe. Die Trümmer des Zuges gingen sofort in Flammen auf, da die Aufbauten der Wagen – zeitgemäß üblich – überwiegend aus Holz bestanden. Die Trümmer wurden durch die Öfen und Lampen, die mit Kerosin befeuert wurden, sofort in Brand gesteckt. 
Die Hitze des Infernos ließ die Eisdecke des Ashtabula River schmelzen, sodass die brennenden Trümmer teilweise versanken und eingeschlossene Passagiere ertranken. 92 Menschen verloren durch das Unglück ihr Leben, darunter der US-amerikanische Komponist Philip Paul Bliss und seine Ehefrau Lucy. 64 Menschen wurden zum Teil schwer verletzt. Mindestens 48 Todesopfer waren so schwer verstümmelt oder verbrannt, dass sie nicht mehr identifiziert werden konnten. Es wurde angenommen, dass die meisten erst durch das Feuer und nicht durch den Sturz ums Leben kamen.
Die Rettungsversuche fielen eher hilflos aus, da die örtliche Feuerwehr auf eine solche Katastrophe nicht vorbereitet war. Es gab keine organisierte Rettungsaktion. Feuer, Rauch, Dunkelheit, das unwegsame Gelände und auch der viele Schnee erschwerten die Rettungsbemühungen. Viele Anwohner und selbst Überlebende gingen den Feuerwehrleuten zur Hand. Etwa zwei Dutzend der nicht identifizierten Toten wurden am 19. Januar 1877 nach einem Trauergottesdienst auf dem Chestnut Grove Cemetery in Ashtabula bestattet. Am 30. Mai 1895 wurde über ihrem Grab ein Denkmal errichtet, das zum Teil von Ohios Gouverneur und späterem US-Präsidenten William McKinley sowie der ehemaligen First Lady Lucretia Garfield finanziert worden war.
In den Vereinigten Staaten ist das Unglück unter der Bezeichnung Ashtabula River Railroad Disaster, Ashtabula Bridge Disaster oder auch Ashtabula Horror bekannt.

## Untersuchung

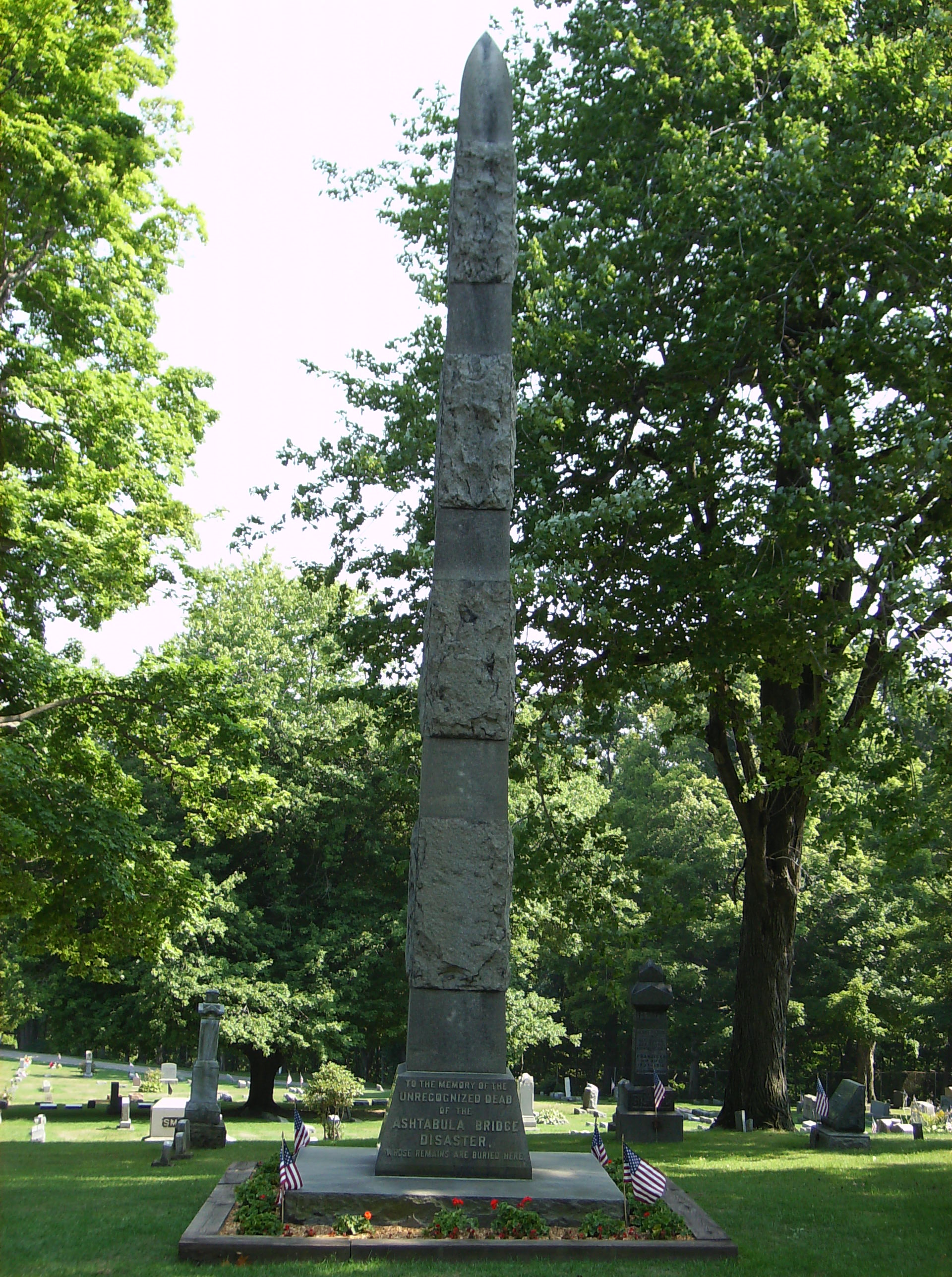
Denkmal für die nicht identifizierten Toten des Unfalls, die in auf dem Chestnut Grove Cemetery in Ashtabula beigesetzt wurden.

Die offizielle Untersuchung durch eine Jury des zuständigen Coroners begann bereits am Tag nach dem Unglück, am 30. Dezember 1876. Während der 68 Tage dauernden Untersuchung wurden Dutzende Zeugen gehört. Charles Collins sagte aus, dass er die Brücke elf Tage vor dem Unfall inspiziert hatte. Dabei sei ihm nichts aufgefallen. Am Ende wurden acht Schlussfolgerungen über die Unfallursache ausgesprochen. Dazu zählte, dass die Brücke Konstruktions- und Baufehler aufwies, eine qualifizierte Inspektion des Bauwerks nicht stattgefunden hatte und die hölzernen Wagen mit offenem Feuer beheizt wurden. Die Untersuchung stellte fest, dass die Katastrophe überwiegend von der Eisenbahngesellschaft zu verantworten sei. Eine Mitschuld wurde den örtlichen Rettungskräften gegeben, die mit Panik und Chaos auf das Ereignis reagierten, statt gezielt Leben zu retten.

## Folgen

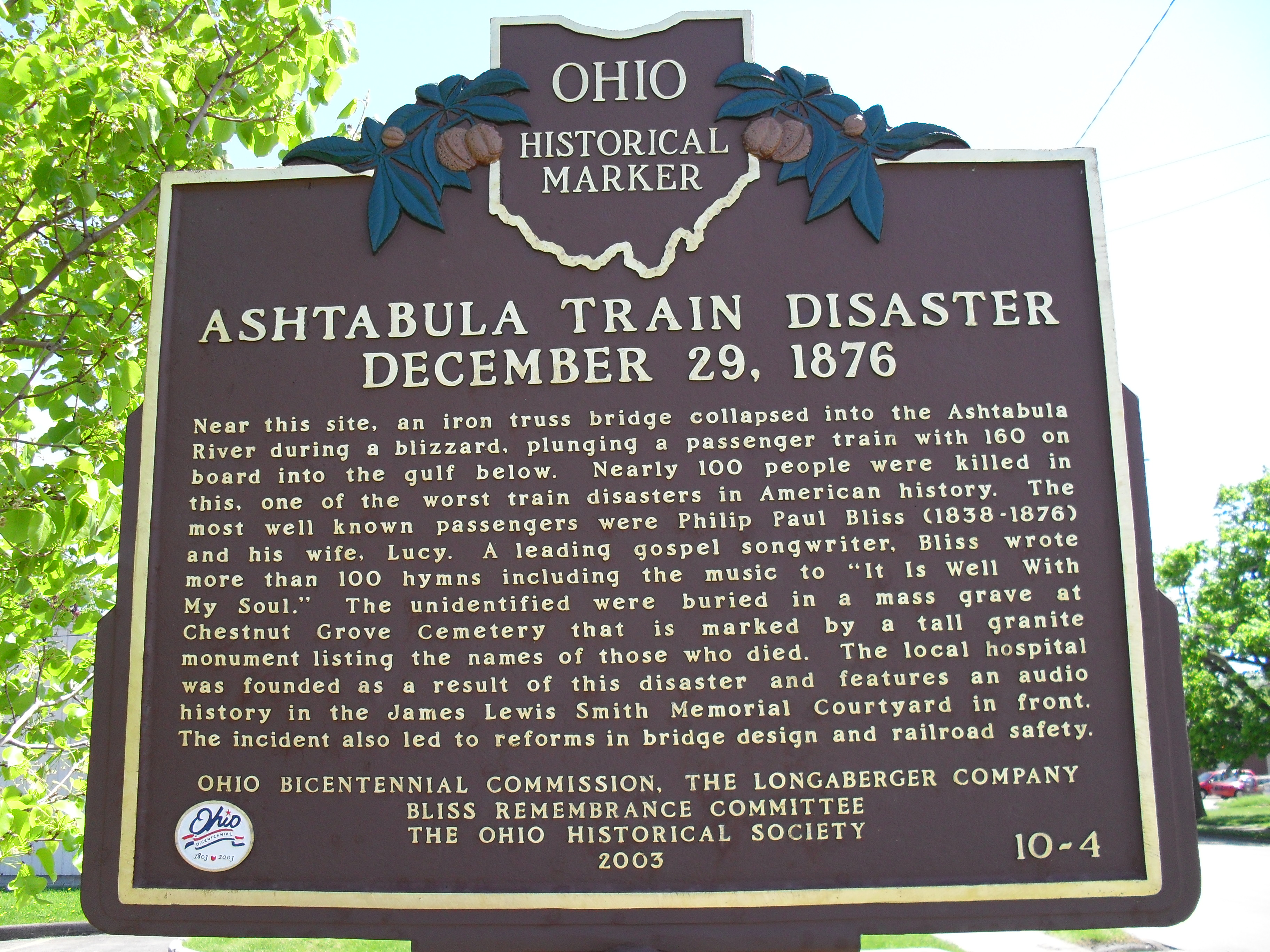
Gedenktafel

Die Eisenbahngesellschaft zahlte eine Entschädigung in Höhe von 500.000 US-Dollar, weigerte sich aber, die Verantwortung zu übernehmen.
Charles Collins wurde einen Monat nach dem Unfall mit einer Schusswunde im Kopf gefunden. Es wurde ursprünglich vermutet, dass er sich aus Schuldgefühlen das Leben genommen hatte. Die polizeilichen Ermittlungen ergaben jedoch, dass sich Collins die Wunde nicht selbst zugefügt hatte. Sein Tod wurde jedoch nie untersucht und ein vermeintlicher Mörder nie ermittelt. Collins’ Mausoleum befindet sich nur wenige Meter neben dem Massengrab für die Toten des Zugunglücks. Amasa Stone erschoss sich am 11. Mai 1883.